# Oncorhynchus apache
La trucha apache (Oncorhynchus apache), es un pez de agua dulce de la familia salmónidos, distribuidos por las cuencas hidrográficas del río Salt y el río Colorado, ambos en Arizona (Estados Unidos).

## Anatomía
La longitud máxima descrita fue de 58 cm, con peso de más de 2 kg, aunque la longitud máxima normal es de unos 25 cm.

## Hábitat y biología
Viven en el lecho de ríos de aguas limpias y frías, en la cabecera de los ríos en la alta montaña, generalmente por encima de los 2500 metros de altitud, así como en lagos de montaña.
La población se encuentra en peligro crítico y ha disminuido un 95% debido a un problema de hibridación con trucha arcoiris y de competición con la trucha de arroyo y la trucha común.
Es una especie utilizada para la pesca deportiva.